# Клонмель
Клонмель (англ. Clonmel; ірл. Cluain Meala) — місто в Ірландії, адміністративний центр графства Південний Тіпперері (провінція Мюнстер), а також його найбільше місто.

## Географія
Місто Клонмель розташовано у південно-західній частині Ірландії, на півдні графства Південний Тіпперері, й лежить у долині, оточеній горами. Через Клонмель протікає річка Шур. Річковий порт. Населення міста становить 17 008 чоловік (станом на 2006 рік).

## Історія
У Середньовіччі Клонмель був могутньою фортецею, стіни якої частково збереглись донині. У 1650 році Клонмель тримав в облозі Олівер Кромвель. Останній урешті-решт узяв фортецю, однак його військо при цьому зазнало суттєвих втрат.
У минулому Клонмель був багатим торговим містом, яке спеціалізувалось на річковій торгівлі. Нині місто відоме маркою сидру, яка тут виробляється — Бальмерс. Однією з найцікавіших будівель міста є церква святої Марії, збудована у XIII столітті.
У Клонмелі народився відомий англійський письменник ірландського походження Лоренс Стерн.

## Демографія
Населення — 17 008 чоловік (за даними перепису 2006 року). У 2002 році населення становило 16 910 чоловік. При цьому населення у межах міста (legal area) було 15 482, населення передмість (environs) — 1526.
Дані перепису 2006 року:
| Загальні демографічні показники |               |                           |                           |           |       |
| Усе населення                   | Усе населення | Зміни населення 2002—2006 | Зміни населення 2002—2006 | 2006      | 2006  |
| 2002                            | 2006          | чоловік                   | %                         | чоловіків | жінок |
| 16 910                          | 17 008        | 98                        | 0,6                       | 8351      | 8657  |

| Релігія (Тема 2 — 5 : Кількість людей за релігіями, 2006) |             |              |             |            |        |        |
| Католики, чол.                                            | Католики, % | Інша релігія | Без релігії | не вказано | разом  | 2006   |
| 15 645                                                    | 92,0        | 708          | 458         | 197        | 17 008 | 17 008 |

| Етно-расовий склад (Етнічність. Тема 2 — 3 : Постійне населення за етнічним або культурним походженням, 2006) |            |               |                          |        |      |            |        |        |
| Білі ірландці                                                                                                 | Лухт-шулта | Інші ірландці | Негри або чорні ірландці | Азіати | Інші | Не вказано | разом  | 2006   |
| 14 999 | 137        | 994           | 93                       | 208    | 142  | 253        | 16 826 | 17 008 |
| Доля від усіх, хто відповідав на питання, %                                                                   |            |               |                          |        |      |            |        |        |
| 89,1 | 0,8        | 5,9           | 0,6                      | 1,2    | 0,8  | 1,5        | 100    | 98,91  |

1 — доля тих, хто відповідав на питання про мову, від усього населення.
| Володіння ірландською мовою (Тема 3 — 1 : Число людей від 3 років і старших за здібністю розмовляти ірландською, 2006) |      |            |        |        |
| Чи розмовляєте Ви ірландською?                                                                                         |      |            |        |        |
| Так | Ні   | Не вказано | разом  | 2006   |
| 6920 | 8954 | 402        | 16 276 | 17 008 |
| Доля від усіх, хто відповідав на питання про мову, %                                                                   |      |            |        |        |
| 42,5 | 55,0 | 2,5        | 100    | 95,71  |

1 — доля тих, хто відповідав на питання про мову, від усього населення.
| Вживання ірландської мови (Тема 3 — 2 : Ті, хто вживає ірландську, від 3 років і старші за частотою вживання ірландської мови, 2006) |                                                |                                       |                                       |                                       |                                       |                                       |       |                                                |        |
| Як часто і де Ви вживаєте ірландську?                                                                                                |                                                |                                       |                                       |                                       |                                       |                                       |       |                                                |        |
| щодня, тільки в освітніх закладах | щодня, як в освітніх закладах, так і поза ними | в інших місцях (поза системою освіти) | в інших місцях (поза системою освіти) | в інших місцях (поза системою освіти) | в інших місцях (поза системою освіти) | в інших місцях (поза системою освіти) | разом | разом, тих, хто відповідав на питання про мову | 2006   |
| щодня, тільки в освітніх закладах | щодня, як в освітніх закладах, так і поза ними | щодня                                 | щотижня                               | рідше                                 | ніколи                                | не вказано                            | разом | разом, тих, хто відповідав на питання про мову | 2006   |
| 1889 | 51                                             | 134                                   | 326                                   | 2518                                  | 1882                                  | 120                                   | 6920  | 16 276                                         | 17 008 |
| Доля від усіх, хто відповідав на питання про мову, %                                                                                 |                                                |                                       |                                       |                                       |                                       |                                       |       |                                                |        |
| 11,6 | 0,3                                            | 0,8                                   | 2,0                                   | 15,5                                  | 11,6                                  | 0,7                                   | 42,5  | 100                                            |        |

| Типи приватного житла (Тема 6 — 1(a) : Число приватних домоволодінь за типом розміщення, 2006) |          |         |                   |            |       |        |
| Окремий будинок                                                                                | Квартира | Кімната | Переносні будинки | не вказано | разом | 2006   |
| 5739                                                                                           | 476      | 28      | 8                 | 109        | 6360  | 17 008 |